# 田中圭
田中圭（日语：／ Tanaka Kei、1984年7月10日—）是日本男演員。出生於東京都江東區龜戶。隸屬於Tristone娛樂。

## 經歷
田中畢業於千葉縣頂尖的升學學校—澀谷教育學園幕張國中‧高中。國中三年級時在母親的推薦下參加了在《Audition》雜誌上刊登的「21世紀電影明星徵選」，一路過關斬將到了最終選拔，雖然沒能入選，不過也因此被現在的經紀公司發現而進了演藝圈。
2000年出演了任天堂《瑪莉歐派對3》的廣告，為出道作品。2003年在電視劇《水男孩》中演出安田孝，也就是由山田孝之飾演的主角的摯友。雖然不是主要角色，但也因此受到了注目。
2006年出演了由富士電視台製播的綜藝節目《小知識之泉》（トリビアの泉 ～素晴らしきムダ知識～）。出演之後，除了演出電視劇及參與電視劇的宣傳以外，也有更多機會出演綜藝節目。2007年10月開始，成為了《動物異想天開》（どうぶつ奇想天外!）一整年的固定班底，擔任解答者的角色。2008年1月公開的電影《凍結之鏡》（凍える鏡）中飾演岡野瞬役，這也是他第一次飾演主要角色。2009年4月開始播出的連續劇《子育Play》（跟同時也在四月播出僅有一集的電視劇《無家可歸的中學生2》中都飾演了主要角色。
2011年8月31號，跟一起出演《率直男人》（まっすぐな男）的女演員さくら（本名杉安廣美）結婚，並於隔日9月1號在雙方的官方網站上公開了結婚的消息。2012年2月6號長女出生。2016年8月3號次女出生。
2016年，與落合扶樹、吉田鋼太郎、宮澤佐江合作主演特別劇《大叔的愛》，在劇中飾演男主角春田創一。2017年8月15日，出演由木村文乃主演的電視劇《伊藤君A to E》。2018年4月，與吉田鋼太郎、林遣都共同主演的電視劇《大叔之愛》開播。播出後劇集坊間反應熱烈，在播放的日本、台灣、香港、韓國造成話題，尤其網絡SNS掀起討論熱潮，並登上Twitter世界Trends第一，田中圭亦人氣急升，昔日曾推出過的三本寫真集亦分別再次出版。
2018年8月3日，首度在朝日電視台的音樂直播節目《MUSIC STATION 兩小時特別節目》中亮相，為無限開關演唱《大叔之愛》主題曲《Revival》應援。8月8日，榮獲第97回日劇學院賞主演男優賞，在記者票與評審票中拿下第一，也是出道19年首次獲得主演男優賞。
2018年9月13日，在日本電視台節目《GURU GURU 99》中的人氣單元「美食冤大頭」，以承接大杉漣累積的金額參賽。
2021年7月20日，在官方網站上宣佈自己在發燒後進行PCR檢測，確診2019冠狀病毒病，依照醫療院所的指示進行治療休養。

## 爭議
2025年4月23日，《周刊文春》披露田中圭疑似外遇與永野芽郁私下交往，刊出永野與田中圭的牽手自拍照及親密合照，並訪問田中，田中表示過夜留宿及曾經持有永野公寓停車場備份鑰匙為事實；2025年4月24日，由事務所Tristone娛樂山本又一朗會長接受專訪否認兩人有交往 。

## 簡介
- 身高178公分，體重58公斤。興趣是籃球、騎馬和潛水。[4]
- 電影《GO！大暴走》是支持著自身演員生活的作品。看了這部電影後曾說「因為想要和這樣的作品有所聯繫，所以下定決心在演員之路上努力前行」。煩惱的時候也會回去重看這部作品調整狀態。[5]。
- 「田中圭」這樣左右對稱的名字是因為田中母親想扶養出「表裡如一的孩子」而為兒子取的名字[6]。
- 國中一年級時，曾擔任母校的導覽手冊的模特兒[7]。
- 老家養了一個叫「ちょこ(chiyoko)」的狗。曾在《CREA》、《わんわん共和国》等雜誌登場過。
- 因出演連續劇《太陽公公》的關係，2011年作為嘉賓參加了日本綜藝節目《鶴瓶の家族に乾杯》的錄影。但在收錄的當天卻發生了東日本大震災。田中表示攝影棚的燈激烈地搖晃到快掉下來的程度[8]。在地震過後雖繼續開始收錄，但因接連的餘震不停發生，最終該日的收錄宣告終止，之後擇日重新收錄。

## 出演

### 電視劇

#### 2000年代

##### 2000年 - 2003年
- 週二懸疑劇場（日本電視台）
  - 孤獨的果實（2000年11月28日）- 飾演 生徒
  - 旅行添乗員椿晴子「ごもっともでございます」（2004年9月28日） - 飾演 吾妻春樹
- 極道鮮師 第10話（2002年6月26日，日本電視台） - 飾演 大野
- 京都鴨川東署迷宮課 第8話（2002年7月11日，朝日電視台） - 飾演 大高聡
- 和婆婆一起 第8話 - 最終話（2003年2月25日，富士電視台） - 飾演 平瀬明彦
- 爸氣十足（2003年4月10日，TBS電視台） - 飾演 ヨシイ
- 水男孩（2003年7月1日 - 9月9日，富士電視台） - 飾演 安田孝
  - 水男孩2005夏（2005年8月19日・20日）
- 心のひとつ-若いあなたに伝えたい名作-（2003年12月28日，NHK）

##### 2004年
- 20歲：生於1983年（2004年1月10日，富士電視台）
- 真實的恐怖故事「姐姐」（2004年1月31日，富士電視台） - 飾演 吉川健二
- 気遣い☆純喫茶 第1話「折翼之鳥們」（2004年5月1日，富士電視台）
- Orange Days 第8話（2004年5月30日，TBS）※被誤記為「田中啓」。
- 在世界的中心呼喊愛情（2004年7月2日 - 9月10日，TBS） - 飾演 安浦正

##### 2005年
- 溫柔時光（2005年1月13日 - 3月24日，富士電視台） - 飾演 安西光夫
- ディビジョン1 ステージ9『miracle』（2005年1月12日 - 2月2日，富士電視台） - 飾演 松田秀平
- 污穢之舌（2005年4月14日 - 6月23日，TBS） - 飾演 涼野光哉
- 愛情慢舞 SLOW DANCE（2005年7月4日 - 9月12日，富士電視台） - 飾演 長谷部幸平
- 女人一代記（2005年11月25日，富士電視台） - 飾演 花屋

##### 2006年
- 白夜行（2006年1月12日 - 3月23日，TBS） - 飾演 菊池道広
- マキアージュ ドラマスペシャル ウーマンズ・アイランド〜彼女たちの選択〜（2006年2月24日，日本電視台） - 飾演 バイク便の青年
- 折翼的天使們 第三夜「Actress」（2006年3月1日，富士電視台） - 飾演 小野寺陸
- 太陽之歌（2006年7月14日 - 9月15日，TBS） - 飾演 大西雄太
- 另一種糖和香料「片思いの彼編」（2006年9月20日，富士電視台） - 飾演 吉沢琢磨
- 我的人生路（2006年10月10日 - 12月19日，關西電視台・富士電視台） - 飾演 三浦広之

##### 2007年
- 花樣男子2 第7話（2007年2月16日，TBS） - 飾演 日向更的婚約者
- 別開玩笑！（2007年4月15日 - 6月24日，TBS） - 飾演 友田聡
- 還以為要死了 第3話「箱男」（2007年4月14日，日本電視台） - 飾演 森山敬三
- 松本喜三郎一家物語 〜祖父的廚房〜 （2007年5月4日，富士電視台） - 飾演 吉田安司
- 向牛許願 Love&Farm（2007年7月3日 - 9月11日，關西電視台・富士電視台） - 飾演 芦崎克也
- 櫻桃小丸子 第19回「敬老の日の巻」（2007年9月13日，富士電視台） - 飾演 三竹のぶお
- The Spiders From Mars And Glamorous Angel 火星から来た蜘蛛の群れとグラマラスエンジェル（2007年9月29日，富士電視台） - 飾演 塚本啓介

##### 2008年
- 夢路 第37回（2008年1月27日，TBS）
- 交涉人〜THE NEGOTIATOR〜 第6話 - 最終回（2008年2月14日 - 28日，朝日電視台） - 飾演 北岡信二
- 人生補時 第6節（2008年3月8日，富士電視台） - 飾演 大空正樹
- 無理的戀愛（2008年4月8日 - 6月17日，關西電視台・富士電視台）- 飾演 矢代文平
- 僕の島/彼女のサンゴ（2008年6月6日，NHK） - 飾演 大城孝太
- 魔王（2008年7月4日 - 9月12日，TBS） - 飾演 葛西均
- 無家可歸的中學生（2008年7月12日，富士電視台） - 飾演 田村慎一
  - 無家可歸的中學生2（2009年4月12日） - 主演・田村慎一
- 貓街（2008年8月28日 - 10月2日，NHK） - 飾演 小沢雅信
- 天國之湯（2008年10月19日，WOWOW） - 飾演 川久保聡史
- 星新一Short Show「ささやき」（2008年11月17日，NHK）

##### 2009年
- 守財奴 第2・3話（2009年1月24日・31日，日本電視台） - 飾演 白川正輝
- Voice法醫現場 第4話（2009年2月2日，富士電視台） - 飾演 五十嵐富士夫
- 警官之血（2009年2月7日・8日，朝日電視台） - 飾演 宮野俊樹
- 帥哥西裝 THE TV（2009年3月31日，富士電視台） - 飾演 宗助
- 子育Play / 育嬰Play（日语：子育てプレイ）（2009年4月 - 6月，毎日放送） - 飾演 山本岳
- 君のせい（2009年5月4日・5日，TBS） - 飾演 真田隆也
- 來自偵探X的挑戰書！「セブ島の青い海」（2009年5月6日，NHK） - 飾演 重内和宏
- 官僚們的夏天（2009年7月 - 9月，TBS） - 飾演 御影大樹
- 戀歌電視劇SP 三日月 第1夜（2009年9月29日，TBS） - 飾演 堀川圭吾
- 深夜食堂 第7話（2009年11月25日，TBS） - 飾演 中島
- 姊妹（2009年12月11日、18日，NHK） - 飾演 山田直太

#### 2010年代

##### 2010年
- 率直男人（2010年1月12日 - 3月16日，關西電視台・富士電視台） - 飾演 熊沢志郎
- 853～刑事・加茂伸之介 第1話（2010年1月14日，朝日電視台） - 飾演 高橋聖一
- 土曜プレミアム 「阪神・淡路大震災から15年 神戸新聞の7日間 〜命と向き合った被災記者たちの闘い〜」（2010年1月16日，富士電視台） - 飾演 社会部・陳友昱記者
- 蛇人（2010年3月7日，WOWOW） - 飾演 田中一
- Chase～國稅監察官～（2010年4月17日 - 5月22日，NHK） - 飾演 窪田鉄雄
- 秘密（2010年10月15日 - 12月10日，朝日電視台） - 飾演 根岸文也
- 再見魯賓遜漂流記（日语：さよならロビンソンクルーソー）（2010年12月29日，富士電視台、フジテレビヤングシナリオ大賞） - 主演・梶谷慶介

##### 2011年
- 美咲No.1（2011年1月12日 - 3月16日，日本電視台） - 飾演 三國武志
- 外交官 黑田康作 （2011年1月13日 - 3月17日，富士電視台） - 飾演 西園寺守
- Tri-Age～三世代的挑戰～ / 第二回 金田一家三代人的故事（2011年2月10日，NHK） - 主演・金田一京助 / 金田一春彥
- ショート・ピース （2011年3月20日，富士電視台）
  - ショート・ピース2（2011年5月22日） - 飾演 上班族 - 西裝男
- 太陽公公（2011年4月 - 9月，NHK） - 飾演 須藤春樹
- BOSS女王 2 第7話（2011年6月2日，富士電視台） - 飾演 小暮雅夫
- 東野圭吾三週連續特別劇・迴廊亭殺人事件（2011年6月24日，富士電視台） - 飾演 里中二郎
- 來自偵探X的挑戰書！「ゴーグル男の怪」（2011年8月5日，NHK） - 飾演 砂越刑事
- 儘管如此也要活下去 （2011年7月 - 9月，富士電視台） - 飾演 日垣耕平
- たんぺん!〜大人のコメディ劇場〜 （2011年7月31日，富士電視台）
- 我無法戀愛的理由 （2011年10月 - 12月，富士電視台） - 飾演 長谷川優

##### 2012年
- 再也不誘拐了（2012年1月3日，富士電視台） - 飾演 スライダーマンを倒した若者
- 刑警 黑川鈴木（2012年1月5日 - 3月29日，讀賣電視台・日本電視台） - 飾演 赤木忠志
- 月曜ゴールデン「伝説の監察医 オニグマの事件簿」（2012年3月5日，TBS） - 飾演 春日正輝
  - 伝説の監察医 オニグマの事件簿2（2015年6月1日）
- NTT DOCOMO 20周年特別劇 夢之門 特別編「給20年後的你」（2012年7月1日，TBS） - 飾演 澤田大地
- 敗中求勝 ～開創戰後新局面的男人・吉田茂～（2012年9月8日 - 10月6日，NHK） - 飾演 吉田健一
- 私と彼とおしゃべりクルマ（2012年9月22日 - 29日，富士電視台） - 飾演 クルマの声/青年
- 派遣女醫X（2012年10月18日 - 12月13日，朝日電視台） - 飾演 森本光[9]
  - 派遣女醫X（第5季）（2017年10月12日 - 12月14日）
  - 派遣女醫X（第7季）（2021年11月25日）[10]

##### 2013年
- 古書堂事件手帖（2013年1月14日 - 3月25日，富士電視台） - 飾演 笠井菊哉
- 相棒 season11 第17・最終話（2013年2月27日・3月20日，朝日電視台） - 飾演 岩月彬
- 讀賣電視台 開局55周年記念連續劇「泣いたらアカンで通天閣」（2013年3月25日 - 27日，讀賣電視台） - 飾演 拉麵評論家
- 第二樂章（2013年4月16日 - 6月11日，NHK） - 飾演 富永雅也
- Discover Dead（2013年6月24日 - 27日，富士電視台TWO） - 飾演 宮田
- 關西電視台55周年記念連續劇「神様のベレー帽〜手塚治虫のブラック・ジャック創作秘話〜」（2013年9月24日，關西電視台） - 飾演 石坂嗣雄
- 一幣通關小子：我們的電玩史（2013年10月 - 12月，東京電視台） - 主演・渡辺礼治
- 事件救命醫～IMAT的奇蹟～（日语：事件救命医〜IMATの奇跡〜）（2013年10月6日，朝日電視台） - 飾演 影浦琢磨
  - 事件救命醫2～IMAT的奇蹟～（2014年6月15日）
- 臨刑前72小時（2013年11月26日・12月3日，NHK BS Premium） - 飾演 氷室孝明

##### 2014年
- 大河劇 軍師官兵衛（2014年1月5日 - 12月21日，NHK） - 飾演 石田三成
- 夜野老師（2014年1月17日 - 3月21日，TBS） - 飾演 上武俊介
- 地之鹽（2014年2月16日 - 3月9日，WOWOW） - 飾演 馬場慶章
- 大人番組リーグ2 第一夜 「ああ、ラブホテル」（2014年4月6日，WOWOW） - 飾演 一治
- 王牌女行員花咲舞 第2話（2014年4月23日，日本電視台） - 飾演 杉下祐一
- はちみつキッチン（2014年6月7日，TBS） - 飾演 調酒師的男朋友
- 死神君 最終話（2014年6月20日，朝日電視台） - 飾演 中平毅
- 歴史カクテル（2014年10月9日，富士電視台） - 飾演 宮田六郎

##### 2015年
- 徒步7分（2015年1月6日 - 2月24日，NHK BS Premium） - 飾演 田中靖夫
- 殘念丈夫（2015年1月14日 - 3月25日，富士電視台） - 飾演 向井和之
- 超級代書 / 膽小鬼!!!（日语：奮闘!びったれ）（2015年1月14日 - 3月18日，神奈川電視台 他） - 主演・伊武努
- 十月十日的進化論（2015年3月28日，WOWOW） - 飾演 安藤武
- 世界奇妙物語 25周年スペシャル・春 〜人気マンガ家競演編〜「地縛者」（2015年4月11日，富士電視台） - 飾演 早川善也
- 家的記憶（2015年4月16日 - 6月18日，朝日電視台） - 飾演 本城剛
- 心理學家成海朔的挑戰2 家人為何消失？操控人心的瘋子（2015年7月1日，日本電視台） - 飾演 真壁廣樹
- HEAT（2015年7月7日 - 9月1日，關西電視台・富士電視台） - 飾演 濱田直紀
- 特別劇 「所轄魂」（2015年9月20日，朝日電視台） - 飾演 葛木俊史[11]
- 圖書館戰爭 -BOOK OF MEMORIES-（2015年10月5日，TBS） - 飾演 小牧幹久[12]
- 朝5晚9（2015年10月12日 - 12月14日，富士電視台） - 飾演 清宮真言[13]
- ホイチョイドラマ 「戀愛時價總額」（2015年10月23日 - 12月25日，BS Sukaper!）- 主演・栗野涼介[14]

##### 2016年
- 家族的形式 第2話 - 最終話（2016年1月24日 - 3月20日，TBS） - 飾演 高瀬和彌
- 早子老師，要結婚是真的嗎？ 第2・3話（2016年4月28日・5月5日[15]，富士電視台） - 飾演 佐賀俊介[16]
- 極樂天使 最終話（2016年6月18日，日本電視台） - 飾演 袴田弘
- Guard Center 24 廣域警備指令室（2016年9月16日，日本電視台） - 飾演 王子俊一
- 望鄉「柑橘花」（2016年9月28日，東京電視台） - 飾演 奥寺健一[17]
- 江戸川亂步短篇集II 黑手組（2016年12月27日，NHK BS Premium） - 飾演 私
- 大叔的愛（朝日電視台）- 主演・春田創一
  - 年末奇怪愛情劇 第3夜「大叔的愛」（2016年12月31日〈30日深夜〉）[18]
  - 大叔的愛（2018年4月21日 - 6月2日）[19]
  - 大叔的愛-in the sky-（2019年11月2日 - 12月21日）[20]
  - 大叔的愛-Returns-（2024年1月 - ）

##### 2017年
- 幕末美食 武士飯！（2017年1月10日 - 2月28日，NHK BS Premium） - 飾演 矢沢五郎右衛門
- 東京妄想女子（2017年1月18日 - 3月21日，日本電視台） - 飾演 丸井良男
  - 東京妄想女子 2020（2020年10月7日，日本電視台）[21]
- 感情8號線 第3 - 6話（2017年1月29日 - 2月19日，CS 富士電視台TWO） - 飾演 結城和也
- 偵探少女有紗的事件簿（2017年1月28日，朝日電視台） - 飾演 橘良太
- 愛情敗犬向前衝（2017年4月6日 - 6月22日，讀賣電視台・日本電視台） - 飾演 雄島佳介[22]
- 警視廳·搜查一課長（2017年4月13日 - 6月22日，朝日電視台） - 飾演 刑部公平[23]
- 伊藤君A to E（2017年8月21日 - 10月2日，毎日放送・TBS） - 飾演 田村伸也
- 《24小時電視「愛心救地球」特別劇》（日本電視台）
  - 創造時代的男人：阿久悠物語（日语：時代をつくった男 阿久悠物語）（2017年8月26日）- 飾演 上村一夫
  - 絆のペダル（日语：絆のペダル）（2019年8月24日） - 飾演 新谷圭吾[24]
- 民眾之敵～在這世上，不是很奇怪嗎！？～ （2017年10月23日 - 12月25日，富士電視台） - 飾演 佐藤公平[25]

##### 2018年
- 不倫食堂（2018年3月7日 - 3月28日 ，富士電視台） - 飾演 山寺隆一
- 雙重幻想 Double Fantasy（2018年6月16日 - 7月14日，WOWOW） - 飾演 岩井良介
- 健康有文化的最低限度生活（2018年7月17日 - 9月18日，富士電視台） - 飾演 京極大輝[26]
- 非獸性男女（2018年10月10日 - 12月12日，日本電視台） - 飾演 花井京谷
- 鐵證懸案～真相之門～第2季 第5話「戒指」（2018年11月10日，WOWOW）- 飾演 荻野朔太郎（本名：桐島朔）

##### 2019年
- 輪到你了（2019年4月14日 - 9月8日，日本電視台） - 主演・手塚翔太（與 原田知世雙主演）[27]
  - 劇場版公開記念!「輪到你了」完全新撮スペシャル!（2021年12月10日）
- ＩTURN（2019年7月12日 - 9月27日，東京電視台） - 飾演 龍崎劍司[28]

#### 2020年代

##### 2020年
- 在不白不黑的世界裡，熊貓笑了（2020年1月12日 - 3月15日，日本電視台） - 飾演 森島哲也[29]
- 不協和音 炎之刑警VS 冰之檢察官（日语：不協和音_(大門剛明)#テレビドラマ）（2020年3月15日，朝日電視台） - 主演・川上祐介[30]
- 默默奉獻的灰姑娘（2020年7月16日 - 9月24日，富士電視台） - 飾演 瀬野章吾[31][32]
- 危險的二人 -K2- 池袋署刑事課神崎·黑木（2020年9月11日 - 10月16日，TBS電視台） - 飾演 黑木賢司
- 消除老師的方程式。（2020年10月31日 - 12月19日，朝日電視台） - 主演・義澤經男[33]

##### 2021年
- Night Doctor（2021年6月21日 - 9月13日，富士電視台） - 飾演 成瀬曉人[34]
- 螺旋的迷宮～DNA科學搜查～（2021年10月15日 - 11月26日，東京電視台） - 主演・神保仁[35][36][37]
- 真兇標籤（2021年12月5日，日本電視台） - 客串・手塚翔太[38]

##### 2022年
- 津田梅子〜お札になった留学生〜（日语：津田梅子〜お札になった留学生〜）（2022年3月5日，朝日電視台） - 飾演 伊藤博文
- 持續可能的戀愛？～父親與女兒的結婚進行曲～（2022年4月19日 - 6月21日，TBS電視台） - 飾演 東村晴太[39]

##### 2023年
- Reversal Orchestra（2023年1月11日 - 3月15日，日本電視台） - 飾演 常葉朝陽
- unknown（2023年4月18日 - 6月13日，朝日電視台） - 主演・朝田虎松（與 高畑充希雙主演）[40]
- 暗黑郵差（2023年8月18日 - 9月29日，東京電視台） - 主演・副島力也
- OZU 〜小津安二郎が描いた物語〜 第1話「出来ごころ」（2023年11月12日，WOWOW） - 主演・喜八

##### 2024年
- BLUE MOMENT 第1話・第6話・第8話（2024年4月24日・5月29日・6月12日，富士電視台） - 飾演 藤村四季
- 我的寶物（2024年10月17日 - 12月19日，富士電視台） - 飾演 神崎宏樹

##### 2025年
- Ensemble（2025年1月18日 - 3月22日，日本電視台） - 飾演 宇井修也

### 電影
- 自殺俱樂部（2002年3月9日公開） - 飾演 屋頂上的高中生
- 現在，很想見你（2004年10月30日公開） - 飾演 澪的大學朋友
- 恋文日和 <雪に咲く花>（2004年12月4日公開） - 飾演 神代陽司
- 容疑者：室井慎次（2005年8月27日公開） - 飾演 黑木孝夫
- Simsons シムソンズ（2006年2月18日公開） - 飾演 加賀真人
- 東京大學物語（2006年2月25日公開） - 飾演 村上直樹
- 勁舞女孩 The Backdancers!（2006年9月9日公開） - 飾演 茶野明
- 電影情人夢（2006年10月28日公開） - 飾演 尾形學人
- 繃帶俱樂部（2007年9月15日公開） - 飾演 柳元伸一（基摩）
- 凍結之鏡（日语：凍える鏡）（2008年1月26日公開） - 主演・ 岡野瞬
- 幸福的馨香（2008年10月11日公開）- 飾演 高橋明
- 殺手‧婚禮之路 / 新娘向前衝（2009年9月12日公開） - 飾演 利根川純
- 多襄丸TAJOMARU（2009年9月12日公開） - 飾演 桜丸
- 我在黑公司上班的日子（日语：ブラック会社に勤めてるんだが、もう俺は限界かもしれない）（2009年11月21日公開） - 飾演 木村翔太
- 歡迎愛光臨 Love Come（2010年9月25日公開） - 飾演 村田美晴
- 又見七瀨（日语：七瀬ふたたび#映画）（2010年10月2日公開） - 飾演 岩淵了
- クロサワ映画（2010年10月23日公開）
- 心動舞台（日语：ランウェイ☆ビート）（2011年3月19日公開） - 飾演 犬田悟（ワンダ）
- 求愛大作戰（2012年2月18日公開） - 飾演 岡本一
- 吉貓出租（2012年5月12日公開） - 飾演 吉澤茂
- 大家、再見（2013年1月26日公開） - 飾演 堀田
- 相棒系列 X DAY（2013年3月23日公開） - 主演・岩月彬
- 圖書館戰爭系列 - 飾演 小牧幹久
  - 圖書館戰爭（2013年4月27日公開）
  - 圖書館戰爭-THE LAST MISSION-（2015年10月10日公開）
- The Sango Ranger（2013年6月15日公開） - 飾演 岸谷博人
- 預告犯（2015年6月6日公開） - 飾演 北村
- 超級代書 / 膽小鬼!!! 電影版（日语：奮闘!びったれ）（2015年11月28日（11月7日広島先行）公開） - 主演・伊武努
- 生日卡片（2016年10月22日公開） - 飾演 田中圭（本人）
- 追捕（2017年11月24日公開） - 飾演 北川正樹
- 伊藤君 A to E（2018年1月12日公開） - 飾演 田村伸也
- 原本以為只是手機掉了（2018年11月2日公開） - 飾演 富田誠
- 一定要結婚嗎（2019年3月23日公開） - 飾演 矢田部
- 哥吉拉 II 怪獸之王（2019年5月31日公開） - 飾演 馬克·羅素（配音出演）[41]
- 大叔之愛電影版（2019年8月23日公開） - 主演・春田創一[42][43]
- 失憶的總理大臣（2019年9月13日公開）- 飾演 大關平太郎[44]
- mellow（日语：Mellow_(映画)）（2020年1月17日公開） - 主演・夏目誠一[45]
- 原本以為只是手機掉了II：被囚禁的殺人魔（日语：スマホを落としただけなのに_囚われの殺人鬼）（2020年2月21日公開） - 飾演 富田誠（特別出演）
- 變調的灰姑娘（2021年2月5日公開） - 飾演 泉澤大悟 [46]
- 狂賭之淵:絕體絕命俄羅斯輪盤（日语：賭ケグルイ）（2021年6月1日公開） - 飾演 賭場二郎 [47]
- 日之丸魂 〜舞台裡的英雄們〜（2021年6月18日公開） - 主演・西方仁也 [48][49]
- 哥吉拉大戰金剛（2021年公開） - 飾演 馬克·羅素（配音出演）[50]
- 總理之夫（2021年9月23日公開） - 主演・相馬日和 [51][52]
- 接棒家族（2021年10月29日公開） - 飾演 森宮壯介 [53]
- 輪到你了劇場版（2021年12月10日公開） - 主演・手塚翔太 [54]
- 我想被高中女生殺死（2022年4月11日公開） - 主演・東山春人 [55]
- 極道主夫 THE CINEMA（2022年6月3日公開）- 旁白
- 失落謎城（2022年6月24日公開） - 飾演 艾倫·卡普里森（配音出演）
- ハウ（日语：ハウ）（2022年8月19日公開） - 主演・赤西民夫
- 心之谷（2022年10月14日公開） - 飾演 園村真琴
- 月圓月缺（2022年12月2日公開） - 飾演 正木龍之介
- G-MEN（2023年8月25日公開）[56] - 飾演 八神紅一

### 紀錄片
- ONE ASIA アジア麺ロードを行く（RKB毎日放送制作、TBS系列、2014年9月15日） - 飾演 旅人[57]

### 網路電視
- 稻川淳二之戰慄恐怖殺人故事 「錄像的記憶 Viewfinders Memory」（2003年、角川） - 飾演 邦夫
- bird call（2005年10月、EZ Channel） - 飾演 サトナカ 役
- 我腦中的橡皮擦 另一封信（2006年4月 - 6月、GyaO） - 飾演 松本圭介
- 言靈女們。 （2010年7月、LISMO Channel） - 飾演 井上悟
- 再見之戀（2010年10月 - 12月、BeeTV） - 飾演 新藤光輝
- First Class〜Ep2.「3年ぶりに会った元カレの件」（2013年7月、UULA） - 飾演 松田保
- 請讓我結婚吧!! Episode4 「お義母さまはモンスター」（2014年6月、NOTTV） - 飾演 和宏
- Work style drama 「声」（2015年12月、Cybozu） - 主演 片岡光治[58]
- Good Morning Call愛情起床號 第7・8・10話（2016年2月 - 6月、FOD、Netflix） - 飾演 上原卓也
- 不倫食堂（2018年3月、FOD） - 主演 山寺隆一[59]
- 神探夏洛克小姐/Miss Sherlock（2018年5月、HBO Asia、Hulu） - 飾演 米山俊夫
- 田中圭 24小時電視（日语：田中圭24時間テレビ）（2018年12月15日 - 16日、AbemaTV）[60] - 主演 田中圭
- 死神先生（日语：死神さん）系列（Hulu） - 主演 儀藤堅忍[61]
  - 第一季（2021年9月17日 - 10月22日）
  - 第二季（2022年9月17日 - 10月22日）
- 松本まりかクリスマス24時間生テレビ（日语：松本まりかクリスマス24時間生テレビ）（2021年12月24日 - 12月25日、AbemaTV） - 飾演 修平[62]
- A2Z（2023年2月3日、Amazon Prime Video） - 飾演 森下一浩[63]
- the FACE ～100まで愛して～（2023年10月12日 - Lemino） - MC

### 舞台劇
- 死ぬまでの短い時間（2007年12月 - 2008年1月、ベニサン・ピット/シアター・ドラマシティ） - 飾演 コースケ
- 偶然的音樂（2008年9月、世田谷パブリックシアター） - 飾演 ジャック・ポッツィ
- 背叛的街角（2010年5月 - 6月、PARCO劇場 ほか） - 飾演 菅原裕一
- ガラスの葉（2010年9月 - 10月、世田谷パブリックシアター） - 飾演 バリー
- LOVE LETTERS（2010年12月、PARCO劇場）
- 藝人交換日記〜Yellow Hearts的故事〜（2011年8月、東京グローブ座/OBP円形ホール） - 飾演 Yellow Hearts甲本
- 幻蝶（2012年3月 - 4月、シアタークリエ） - 飾演 内海真一
- 鎌塚氏、すくい上げる（2012年8月 - 9月、本多劇場、サンケイホールブリーゼ 他） - 飾演 由利松モトキ
- Baboo of the Baby - UNDEAD OR UNALIVE -（2013年5月 本多劇場/仙台市民会館　大ホール） - 飾演 石井剛/池上局長/小林博/もも
- 銀河英雄傳說 初陣 另一個敵人（2013年8月 日本青年館 大ホール） - 飾演 楊威利
- Tribes（2014年1月、新国立劇場 小劇場 The Pit） - 飾演 Billy
- 漫長的夜晚之旅（2015年9月、シアタートラム/シアター・ドラマシティ） - 飾演 Jamie
- 夢之劇 -Dream Play-（2016年4月 - 5月、KAAT神奈川芸術劇場/まつもと市民芸術館実験劇場/兵庫県立芸術文化センター阪急中ホール） - 飾演 詩人/プロンプター
- 海鷗（2016年10月 - 12月、東京芸術劇場プレイハウス ほか） - 飾演 トリゴーリン
- 我本也想成為英雄（2017年7月、俳優座劇場/兵庫県立芸術文化センター） - 主演 小中正義
- 江戸は燃えているか TOUCH AND GO（2018年3月、新橋演舞場） - 飾演 村上俊五郎
- 與鯊魚共游（2018年9月 - 10月、世田谷パブリックシアター/仙台電力ホール/兵庫県立芸術文化センター 阪急 中ホール/福岡ももちパレス/松山市総合コミュニティセンター キャメリアホール/広島JMSアステールプラザ大ホール） - 飾演 Guy
- CHIMERICA（2019年2月 - 3月、世田谷パブリックシアター/愛知・東海市芸術劇場/兵庫・兵庫県立芸術文化センター/福岡・福岡市民会館） - 主演 Joe
- もしも命が描けたら（2021年8月 - 9月、東京芸術劇場プレイハウス/兵庫・兵庫県立芸術文化センター/愛知・穂の国とよはし芸術劇場PLAT） - 主演 星野月人
- 夏の砂の上（2022年11月 - 12月、世田谷パブリックシアターほか） - 主演 小浦治
- Medicine メディスン（2024年5月 - 6月、シアタートラムほか）

### 綜藝節目
- 動物異想天開！（2007年10月 - 2008年9月、TBS）
- 鶴瓶的即興戲劇（日语：鶴瓶のスジナシ!） #212（2008年10月19日、TBS）[64]
- 魁！音樂排行榜 presents Growing up Fes. 2013 ～生で真夜中に新成人の門出を祝え!～（2013年1月19日、MC、富士電視台）[65]
- GURU GURU 99「美食冤大頭」環節（2018年9月13日 - 2020年12月24日、常規班底、日本電視台）
- 凄技!仮スマ動画（日语：凄技!仮スマ動画）（2019年5月26日・2019年8月26日・2019年12月22日、日本電視台）
- スゴ動画超人GP（2020年4月28日・2020年9月18日・2021年3月16日、日本電視台）
- 出川哲朗の充電させてもらえませんか?（2021年9月25日・2023年8月5日 、東京電視台）
- 上田と女が吠える夜（2023年1月11日、日本電視台）

### 體育節目
- 2023年世界盃籃球賽（2022年7月3日 - 2023年8月、主要主持人、日本電視台）

### 音樂節目
- 第70回NHK紅白歌合戰（2019年12月31日、審查員、NHK）
- MUSIC BLOOD （2021年4月2日 - 2022年9月30日、MC、日本電視台）[66]
- サントリー 1万人の第九（2023年12月3日舉行、2023年12月16日播出、MC、TBS）

### 電視動畫
- 蠟筆小新（2021年9月25日，朝日電視台） - 飾演 相馬日和
- 哆啦A夢（2024年11月23日，朝日電視台） - 飾演 田中エイ[67]

### 動畫電影
- 創世紀傳說 世界的彼方（2012年1月21日公開） - 飾演 岡野智彦[68]

### 旁白
- アーティスト・ドキュメント miwa （2012年6月30日 24:00 - 24:59、NHK BS Premium）
- NHKドキュメンタリー「ターシャ・テューダーの森から〜ひ孫たちの夏日記〜」（2017年9月9日、NHK BS Premium）
- ネタフェス JAPAN ～豪華芸人50組が大集結!日テレ系お笑いの祭典～（2020年2月24日、日本電視台）
- 日テレ系お笑いの祭典 『ネタフェスJAPAN』 新春4時間スペシャル!!（2021年1月4日、日本電視台）
- こうして僕らは医師になる～沖縄県立中部病院　研修医たちの10年～（2022年12月3日、NHK BS1）

### MV
- sacra（日语：sacra）「イエスタデイ」（2004年） - 飾演 大貫隆一
- 大塚愛「金魚花火」SHORT FILM（2004年）
- 無限開關
  - 「飲みに来ないか」（2005年）
  - 「Revival」（2018年）[69]
- 大田クルー（日语：大田クルー）「マハラジャスーパースター」（2006年）
- 決明子「 聖なる夜に（日语：聖なる夜に/冬物語）」（2007年）
- 平井堅「Canvas」（2008年）
- KAME&L.N.K（日语：KAME&L.N.K）「school life」（2009年）
- 東方神起「Stand by U」Drama ver.（2009年）
- Remioromen
  - 「恋の予感から（日语：恋の予感から）」（2009年）
  - 「花鳥風月」（2010年）
- 7!!（日语：7!!）「バイバイ」（2011年）
- 秦基博「仰げば青空」（2019年）[70]
- Sonar Pocket（日语：Sonar_Pocket）「80億分の1」（2021年）[71]

### CM
- 任天堂
  - N64「MARIO PARTY 3」（2000年）
  - Switch「SUPER MARIO PARTY」（2018年）- 共演者：Wentz瑛士、內田理央、葉山獎之
- Benesse 「進研ゼミ高校講座」（2001年/2003年）
- QUOQ「QUOQ誕生日」篇（2001年）
- 味滋康
  - ミツカン酢（2001年 - 2002年）
  - 「鶏のさっぱり煮」篇・「麻婆茄子　家族の常識」篇・「年末年始」篇（2002年）
  - 「おつかれサマ」篇・「おつかれクン」篇（2003年）
- TOYOTA 「COROLLA FIELDER」（2002年）
- 日本可口可樂 「ワールドカップCP ワールドフラッグ」篇（2002年）
- NTT DOCOMO 「はじめてのドコモショップ」（2002年）
- SQUARE 「アンリミテッドサガ」（2002年 - 2003年）
- 日本瑞穗銀行（2003年）
- NHK 「受信料キャンペーン」（2004年）
- 雀巢 「キットカット 学校、突然、ライブハウス。」（2005年） - 声の出演
- JACCS 「JACCS CARD」 「Bike」篇（2005年）
- 花王
  - 健康エコナ「お中元」篇・「それぞれの贈り物」篇（2007年）
  - Attack抗菌EX スーパークリアジェル「チーム干し幅1センチ」篇（2017年7月）・「厚手の服こそ」篇（2018年2月） - 共演者：及川光博、久保田磨希
  - Huming Fine「熱暑男子・Office」篇(TVCM)・「熱暑男子・Cafe」篇(TVCM)・「熱暑男子・Whiteboard」篇(WEB限定CM)・「熱暑男子・Squat」篇(WEB限定CM)（2019年5月） - 共演者：松尾諭[72]
  - BIORE u The Body「誕生篇」(2019年8月)・「秋冬の肌に!篇」（2019年10月）・「How toまさつレス篇」「まさつレスミトン篇」（2020年4月）・「夏の汚れもまさつレス篇」（2020年8月）・「ボディ乳液」「つりさげタイプのボディ乳液誕生」（2020年9月）・「余計なものは残すまい!篇」「ボディ乳液 シトラスティーの香り 誕生篇」（2021年3月）・「ビオレu 21秋ジェルタイプ新発売 篇」(2021年8月)・「ビオレu 21秋泡ボディウォッシュ 篇」(2021年9月)・「ビオレu 親子で快感まさつレスーッ！篇」(2022年8月)- 共演者：橋本環奈 [73][74]
- TOYOTA Ractis×牛に願いを Love&Farm合作CM（2007年）
- LEOPALACE 21「決め手は家具・家電」篇（2007年）
- 競輪「男ならまず『絆』だ!」篇・「俺が走るから『風』が吹く」篇・「展開だよ。展開読まねえと」篇（2010年）
- 大塚製薬 「CalorieMate」「健やかなる君へ（春）」篇・「健やかなる君へ（夏）」篇（2010年）
- Sapporo Beer
  - シルクヱビス「新しい二人」篇・「マーケット」篇（2011年） - 共演者：井川遙
  - ヱビスビール「天然クーラーでヱビス(中元)」篇・「ヱビスビール 薪と鉄鍋とヱビス」篇（2011年） - 共演者：役所廣司
- 日本生命「未来創造物語」シリーズ（2012年） - 飾演 主任・川島博史
- House Wellness Foods 「生ローヤルゼリー500」「現実の…ハンコ」篇・「現実の…プレゼン」篇（2012年）
- AEON 「ライトダウン」（2012年）
- 三得利角瓶（日语：サントリー角瓶）
  - 「いらっしゃいませ」篇・「も、いいね」篇・「19時03分」篇・「つまみ食い」篇・「やっぱり、好き」篇・「幸福の黄色いレモン」篇（2014年 - 2018年1月） - 共演者：井川遙、ピエール瀧、加瀬亮
  - 「妹」篇（2019年5月 - ） - 共演者：井川遙、加瀬亮、木南晴夏[75][76]
  - 「聞きたかったこと」篇（2021年4月 - ）- 共演者：井川遙、加瀬亮[77][78]
  - 「先輩」篇（2021年4月 - ）- 共演者：井川遙、加瀬亮、カンニング竹山[79][80]
- Recruit 「タウンワーク」「その経験は味方だ。引っ越し」篇（2014年）
- 山形米 雪若丸
  - 「田中圭meets雪若丸」篇（2018年10月6日 - 11月4日）
  - 「雪若丸でTKG」篇・「雪若丸の新食感体験」篇（2019年10月11日 - 11月10日 / 2019年10月11日 - 2020年3月）
  - 「雪若丸〈令和２年〉」篇（2020年10月15日 - 11月15日 / 2020年10月15日 - 2021年3月）
  - 「雪若丸〈令和３年〉」篇（2021年10月18日 - 11月21日 / 2021年10月18日 - 2022年3月）
- Aflac 健康保險醫療保險「あなたの健康を応援したい：ランチ」篇（2018年10月 - ）・「あなたの健康を応援したい：ジム」篇（2019年2月 - ） - 共演者：あばれる君（古張裕起）
- 軟銀
  - 「しばられるな」篇（2019年1月 - ）- 共演者：廣瀨鈴、吉澤亮、宮本浩次、清原果耶[81]
  - 「卒業」篇・「恩師」篇（2019年3月8日 - ） - 飾演 高中老師[82]
  - 「5Gチーム」篇（2019年8月25日 - ） - 共演者：八村壘[83]
  - 「戀人是聖誕老人」篇（2019年12月11日 - ） - 共演者：櫻井由紀[84]
  - 「5G 預告」篇（2020年1月1日 - ） - 共演者：八村塁、竹內涼真、杉咲花、廣瀨鈴、吉澤亮[85]
- BOAT RACE
  - 「姫たちだってLet's BOAT RACE」(全10話)：『経験ゼロからボートレーサー!?』篇（2019年1月）・『カメラマンと記者』篇（2019年1月）・『トレーニング』篇（2019年2月）・『大事なのは勇気』篇（2019年3月）『体感時速』篇（2019年4月）・『魔女とレーサー』篇（2019年5月）・『直に会いたい』篇（2019年7月）・『決め手のモンキーターン』篇（2019年9月）・『2周じゃなくて3周』篇（2019年10月）・『ゴールじゃなくてスタート』篇（2019年12月）（2019年1月 - ）- 共演者：渡邊直美、羅伯特（搞笑三人組合）
  - 網路限定Spinoff Drama「見えないスタート」（2019年10月）- 共演者：小林涼子
  - 「ハートに炎を。BOAT is HEART」(全10話)：『先輩ヅラ!?』篇（2020年1月）・『レナの罠』篇（2020年2月）・『性別は関係ない』篇（2020年3月）・『ホットなハート』篇（2020年4月）・『妹の応援』篇（2020年5月）・『ハートも骨抜き』篇（2020年6月）・『年齢は関係ない』篇（2020年7月）・『それぞれのハート』篇（2020年8月）・『妹の旅立ち』篇（2020年10月）・『意外な結末』篇（2020年11月）- 共演者：武田玲奈、葉山獎之、飯尾和樹（日语：飯尾和樹）、小林涼子
- 森永乳業 MOW（日语：MOW_(アイスクリーム)）「アイス屋MOW」篇（2019年3月28日 - ） - 飾演 「アイス屋MOW」冰品職人兼店主 (共演者：粟野咲莉、滝沢眞規子（日语：滝沢眞規子）)[86][87]
- 三得利伊右衛門 特茶（日语：伊右衛門）
  - 「FUTURE LINE」篇（2019年4月2日 - ） - 共演者：本木雅弘、朝比奈彩[88]
  - 「変われ、ジブン」篇（2019年4月11日 - ）- 共演者：本木雅弘[89]
  - 「夏の特茶リズム」篇（2019年7月2日 - ） - 共演者：さまぁ～ず、朝比奈彩[90]
  - 「劇場版おっさんずラブ×伊右衛門 特茶」篇（2019年7月15日 - ） - 飾演 春田創一[91]
  - 「特茶 みんなの運動会」篇（2019年9月9日 - ）- 共演者：本木雅弘、さまぁ～ず、朝比奈彩[92]
  - 「2019年特茶リズム総集編」篇（2019年12月1日 - ）- 共演者：本木雅弘、さまぁ～ず、朝比奈彩[93]
  - 「さまぁ～ずチャレンジ」篇（2020年1月6日 - ）- 共演者：さまぁ～ず、朝比奈彩、AYA[94]
  - 「WALK・DANCE・PLAY」篇（2020年4月6日 - ）- 共演者：本木雅弘、さまぁ～ず、朝比奈彩、AYA[95]
  - 茉莉花茶「スッキリ術」篇（2020年5月18日 - ，WEB CM）[96]
  - 「JUMP」篇（2020年7月1日 - ）- 共演者：本木雅弘、さまぁ～ず、朝比奈彩[97]
- 一建設（日语：一建設）「公園」篇（2019年4月）・「海」篇（2019年7月）[98]・「マジメはじめ 超ドいい垂れ幕」「マジメはじめ　超ドいいおすすめ篇」篇（2020年12月）[99]
- 味之素
  - Q湯塊(鍋キューブ®) 「鶏だし・うま塩 うま～いつゆとけだす篇」・「濃厚白湯、うま辛キムチ ダブル篇」(2019年9月27日 - ）・「鶏だし・うま塩 鍋祭り篇」(2020年9月29日 - ） - 共演者：向里祐香[100]
  - Q湯塊(鍋キューブ®) おでん本舗 「あごだし醤油 おでん職人篇」(2021年9月16日 - ) - 共演者：鉢嶺杏奈（母役）、吉澤梨里花(娘役)、高須敦斗(息子役)[101][102]
  - Steam Me 豚チャーシュー 廚房篇 (2020年4月28日 - )[103][104][105][106]
- 東日本旅客鐵道（JR東日本）「新幹線eチケット」（2020年3月 - ）[107]
- 史克威爾艾尼克斯 勇者鬥惡龍WALK（日语：ドラゴンクエストウォーク）（2020年9月4日 - ） - 共演者：中村倫也[108]
- Wolt「オススメを選んでおきました!」篇（2022年3月 - ）「おもてなしに、アイデアを。」篇（2022年7月 - ）
- freee「クラウド会計ソフトfreee」（2023年2月 - ）[109]

### 作品・寫真集
- 花の周りを飛ぶ虫はいつも（2008年2月14日、ワニブックス（日语：ワニブックス））
- 月刊MEN（日语：月刊MEN） 田中圭（2011年9月21日、ポニーキャニオン）
- R（2016年3月28日、ぴあ（日语：ぴあ））
- 田中圭PHOTOBOOK KNOWS（2016年12月15日、東京新聞通信社）
- 銭湯と和菓子と田中圭（仮）（2019年3月29日、ぴあ（日语：ぴあ））
- AERA STYLE MAGAZINE meets KEI TANAKA （2020年1月15日、朝日新聞出版）
- 田中圭写真集 休日（2023年7月10日、講談社）

### 音樂
- （2019年7月7日配信/2019年9月4日實體單曲發行） - 主演電視劇『輪到你了 第2章・反撃篇』主題歌。以角色・手塚翔太的名義。

## 獲獎紀錄

### 戲劇類
- TVnavi日劇年度大賞季選：最佳男配角（魔王）
- 日刊體育日劇大賞季選：最佳男配角（魔王）
- 第97回日劇學院賞：最佳男主角（大叔的愛）[110]
- 2018 東京國際戲劇節：最佳男主角（大叔的愛）[111]
- 2019 第43屆 Elan D'Or Awards（日语：エランドール賞）（黃金飛翔大獎）：新人賞（以2017.12.1～2018.11.30作品作為選拔對象）[112]
- 第22回日刊體育日劇大賞：最佳男主角（大叔的愛）[113]
- 第102回日劇學院賞：最佳男主角（輪到你了）[114]
- 第1回MORE娛樂類Awards：最受歡迎男演員獎 [115]
- 第28回橋田賞 新人賞（輪到你了、大叔的愛-in the sky-）[116]
- 第23回日刊體育日劇大賞：最佳男主角（輪到你了、大叔的愛-in the sky-）[117]
- 第115回日劇學院賞：最佳男配角（逆轉交響樂團）

### 其他
- 第2回Best Cool Biz大賞[118]
- 日經Trendy 2018年代表人物[119]
- SUITS OF THE YEAR 2018（藝術與文化部門）[120]
- GQ MEN OF THE YEAR 2018（年度突破賞）[121]
- 第31回 JAPAN BEST JEWELLERY WEARER AWARDS CEREMONY（男性部門）
- 第50回 BEST DRESSER賞 藝能部門[122]

## 註解
1. ↑  . 聯合新聞網. 2021-07-20  [2021-07-21]. （原始内容存档于2021-12-13）.
2. ↑  . Yahoo!ニュース.   [2025-04-23] （日语）.
3. ↑  . ライブドアニュース.   [2025-06-05] （日语）.
4. ↑  田中圭 official site PROFILE （页面存档备份，存于）
5. ↑  2010年5月4日放送《ドラクロワ》
6. ↑  2009年4月22日《子育てプレイ》第三話　おまけトークより
7. ↑  2011年12月2日《A-Studio》の取材より
8. ↑  .   [2018-05-29]. （原始内容存档于2012-05-12）.
9. ↑  第5期 (2017年10月 - 12月) にも出演。
10. ↑  . ORICON. 2021-11-18  [2021-11-18]. （原始内容存档于2021-02-13）.
11. ↑  . ORICON. 2015-08-22  [2015-08-22]. （原始内容存档于2021-02-13）.
12. ↑  . TBS公式サイト.   [2015-10-05]. （原始内容存档于2021-02-13）.
13. ↑  . コミックナタリー. 2015-09-20  [2015-09-22]. （原始内容存档于2021-02-13）.
14. ↑  . マイナビニュース. 2015-09-11  [2015-10-02]. （原始内容存档于2016-07-31）.
15. ↑  . まんたんウェブ. 2016-04-15  [2016-04-15]. （原始内容存档于2016-09-21）.
16. ↑  . ニュースウォーカー. 2016-04-14  [2016-04-14]. （原始内容存档于2018-12-25）.
17. ↑  . ORICON. 2016-08-08  [2016-08-08]. （原始内容存档于2020-03-03）.
18. ↑  . まんたんウェブ. 2016-12-10  [2016-12-30]. （原始内容存档于2016年12月20日）.
19. ↑  田中圭、新ドラマ『おっさんずラブ』で林遣都とキス!まさかの撮影裏話を語る （页面存档备份，存于） - テレ朝POST（2018.04.21）
20. ↑  . modelpress. 2019-10-14  [2019-10-14]. （原始内容存档于2021-02-13）.
21. ↑  . コミックナタリー. 2020-08-07  [2020-08-07]. （原始内容存档于2021-02-13）.
22. ↑  . ORICON NEWS (ORICON). 2017-02-18  [2017-02-18]. （原始内容存档于2021-02-13）.
23. ↑  . ORICON NEWS (ORICON). 2017-02-27  [2017-02-27]. （原始内容存档于2021-02-13）.
24. ↑  . 映画ナタリー. 2019-07-20  [2019-07-20]. （原始内容存档于2021-02-13）.
25. ↑  . ORICON NEWS. 2017-07-21  [2017-07-21]. （原始内容存档于2017-07-22）.
26. ↑  . まんたんウェブ (株式会社MANTAN). 2018-05-14  [2018-05-14]. （原始内容存档于2020-10-16）.
27. ↑  . スポーツ報知 (報知新聞社). 2019-01-28  [2019-01-28]. （原始内容存档于2019-01-28）.
28. ↑  . モデルプレス(modelpress). 2019-05-21  [2019-05-21]. （原始内容存档于2021-02-13）.
29. ↑  . ORICON NEWS. 2020-01-12  [2020-01-12]. （原始内容存档于2021-02-13）.
30. ↑  . 株式会社マイナビ. 2019-10-17  [2019-10-17]. （原始内容存档于2021-02-13）.
31. ↑  . modelpress. 2020-03-12  [2020-03-12]. （原始内容存档于2021-02-13）.
32. ↑  . スポーツ報知. 2020-03-12  [2020-03-12]. （原始内容存档于2021-02-13）.
33. ↑  . modelpress. 2020-09-08  [2020-09-08]. （原始内容存档于2021-02-13）.
34. ↑  . 映画ナタリー. 2021-04-27  [2021-04-27]. （原始内容存档于2021-05-05）.
35. ↑  . 映画ナタリー. 2020-02-12  [2020-02-12]. （原始内容存档于2021-02-13）.
36. ↑  . 映画ナタリー. 2020-09-12  [2020-09-12]. （原始内容存档于2020-11-01）.
37. ↑  . 映画ナタリー. 2021-06-28  [2021-06-28]. （原始内容存档于2021-11-23）.
38. ↑  . Yahoo!ニュース.   [2021-12-06]. （原始内容存档于2021-12-06） （日语）.
39. ↑  . 映画ナタリー. 2022-02-16  [2022-02-16]. （原始内容存档于2022-07-08） （日语）.
40. ↑  . ORICON NEWS. 2022-02-22  [2022-02-22]. （原始内容存档于2023-03-11） （日语）.
41. ↑  . CinemaCafe.net.   [2019-04-19]. （原始内容存档于2021-02-13）.
42. ↑  . 朝日電視台.   [2019-03-25]. （原始内容存档于2021-02-13）.
43. ↑  . 朝日電視台.   [2019-04-22]. （原始内容存档于2020-10-16）.
44. ↑  . 映画ナタリー.   [2019-05-13]. （原始内容存档于2019-05-12）.
45. ↑  . 映画ナタリー. 2019-09-13  [2019-09-13]. （原始内容存档于2019-09-13） （日语）.
46. ↑  . 映画ナタリー. 2020-07-13  [2020-07-13]. （原始内容存档于2021-02-13） （日语）.
47. ↑  . CINEMATODAY. 2021-06-27  [2021-06-27]. （原始内容存档于2021-12-13） （日语）.
48. ↑  . ザテレビジョン(KADOKAWA). 2019-11-28  [2019-11-28]. （原始内容存档于2021-02-13） （日语）.
49. ↑  . 映画『ヒノマルソウル～舞台裏の英雄たち～』公式ブログ. 2021-02-17  [2021-02-17]. （原始内容存档于2021-02-17） （日语）.
50. ↑  . 映画.com.   [2021-04-15]. （原始内容存档于2021-04-19）.
51. ↑  . Real Sound. 2020-10-22  [2020-10-22]. （原始内容存档于2021-02-13） （日语）.
52. ↑  . 映画ナタリー. 2021-03-23  [2021-03-23]. （原始内容存档于2021-03-26） （日语）.
53. ↑  . model press. 2021-04-08  [2021-04-08]. （原始内容存档于2021-04-14） （日语）.
54. ↑  . Daily Sports. 2021-03-10  [2021-03-10]. （原始内容存档于2021-03-10） （日语）.
55. ↑  . 映画ナタリー. 2021-12-24  [2021-12-24]. （原始内容存档于2021-12-24） （日语）.
56. ↑  . ORICON NEWS. 2023-03-16  [2023-03-16]. （原始内容存档于2023-03-23） （日语）.
57. ↑  ONE ASIA アジア麺ロードを行く（TBS） （页面存档备份，存于）、2014年9月8日閲覧
58. ↑  . サイボウズ株式会社. 2015-12-07  [2021-05-23]. （原始内容存档于2021-12-13）.
59. ↑  . コミックナタリー (株式会社ナターシャ). 2018-01-17  [2018-02-19]. （原始内容存档于2020-10-28）.
60. ↑  . modelpress. 2018-12-05  [2018-12-05]. （原始内容存档于2018-12-06） （日语）.
61. ↑  . Real Sound (Real Sound). 2021-02-25  [2021-02-25]. （原始内容存档于2021-03-05）.
62. ↑  . ABEMA TIMES (ABEMA TIMES). 2021-12-23  [2021-12-23]. （原始内容存档于2021-12-26）.
63. ↑  . Natalie. 2022-12-05  [2023-02-15]. （原始内容存档于2023-02-02）.
64. ↑  . 第35回放送文化基金賞 電視娛樂節目優秀賞 (ザテレビジョン). 2009-06-26  [2009-06-26]. （原始内容存档于2018-11-25）.
65. ↑  . ナタリー. 2013-01-15  [2020-04-24]. （原始内容存档于2021-02-13）.
66. ↑  . Real Sound. 2021-03-24  [2021-03-25]. （原始内容存档于2021-03-24）.
67. ↑  . Comic Natalie. 2024-11-15  [2024-11-15] （日语）.
68. ↑  . 電撃オンライン.   [2011-08-23]. （原始内容存档于2013-06-19）.
69. ↑  . M-ON! MUSIC編集部. 2018-09-29  [2019-03-20]. （原始内容存档于2021-02-13）.
70. ↑  . M-ON! MUSIC編集部. 2019-03-20  [2019-03-20]. （原始内容存档于2019-04-03）.
71. ↑  . 音楽ナタリー. 2021-01-12  [2021-01-12]. （原始内容存档于2021-02-13）.
72. ↑  . PR TIMES. 2019-05-08  [2019-05-08]. （原始内容存档于2021-02-13）.
73. ↑  . KaoJapan. 2019-08-19  [2019-08-19]. （原始内容存档于2019-12-01）.
74. ↑  . KaoJapan. 2020-09-16  [2020-09-17]. （原始内容存档于2021-04-24）.
75. ↑  . サントリー公式チャンネル （SUNTORY）. 2019-05-24  [2019-05-24]. （原始内容存档于2021-12-13）.
76. ↑  . サントリー公式チャンネル （SUNTORY）. 2019-05-24  [2019-05-24]. （原始内容存档于2020-10-16）.
77. ↑  . サントリー公式チャンネル （SUNTORY）. 2021-04-02  [2021-04-06]. （原始内容存档于2021-04-10）.
78. ↑  . サントリー公式チャンネル （SUNTORY）. 2021-04-02  [2021-04-06]. （原始内容存档于2021-04-14）.
79. ↑  . サントリー公式チャンネル （SUNTORY）. 2021-04-05  [2021-04-06]. （原始内容存档于2021-12-13）.
80. ↑  . サントリー公式チャンネル （SUNTORY）. 2021-04-05  [2021-04-06]. （原始内容存档于2021-04-22）.
81. ↑  . シネマカフェ (Cinemacafe). 2019-01-01  [2019-01-01]. （原始内容存档于2021-02-13）.
82. ↑  . シネマカフェ (mantan). 2019-03-07  [2019-03-13]. （原始内容存档于2020-10-16）.
83. ↑  . PR Wire (株式会社共同通信PRワイヤー). 2019-08-21  [2019-08-21]. （原始内容存档于2021-02-13）.
84. ↑  . PR TIMES. 2019-03-26  [2019-03-26]. （原始内容存档于2021-02-13）.
85. ↑  . PR TIMES. 2020-06-29  [2020-07-01]. （原始内容存档于2021-02-13）.
86. ↑  . PR TIMES. 2019-03-27  [2019-03-28]. （原始内容存档于2021-02-13）.
87. ↑  . サントリー公式チャンネル （SUNTORY）. 2019-04-10  [2019-05-03]. （原始内容存档于2021-02-13）.
88. ↑  . サントリー公式チャンネル （SUNTORY）. 2019-06-30  [2019-08-21]. （原始内容存档于2021-02-13）.
89. ↑  . PR TIMES. 2019-07-08  [2019-08-21]. （原始内容存档于2021-02-26）.
90. ↑  . サントリー公式チャンネル （SUNTORY）. 2019-09-08  [2019-09-30]. （原始内容存档于2021-02-13）.
91. ↑  . サントリー公式チャンネル （SUNTORY）. 2019-11-30  [2020-01-13]. （原始内容存档于2021-02-13）.
92. ↑  . サントリー公式チャンネル （SUNTORY）. 2020-01-06  [2020-01-13]. （原始内容存档于2020-10-16）.
93. ↑  . サントリー公式チャンネル （SUNTORY）. 2020-03-29  [2020-04-14]. （原始内容存档于2020-12-02）.
94. ↑  . サントリー公式チャンネル （SUNTORY）. 2020-05-18  [2020-05-18]. （原始内容存档于2020-10-16）.
95. ↑  . サントリー公式チャンネル （SUNTORY）. 2020-07-01  [2020-07-01]. （原始内容存档于2020-10-16）.
96. ↑  . 一建設株式会社. 2019-04-01  [2019-04-01]. （原始内容存档于2021-04-23）.
97. ↑  . 株式会社 PR TIMES. 2020-12-24  [2020-12-28]. （原始内容存档于2021-02-13）.
98. ↑  . ザテレビジョン. 2019-09-25  [2019-09-26]. （原始内容存档于2021-02-13）.
99. ↑  . 味の素KK公式チャンネル（AJINOMOTO OFFICIAL）. 2021-09-16  [2021-09-16]. （原始内容存档于2021-12-13）.
100. ↑  . 味の素KK公式チャンネル（AJINOMOTO OFFICIAL）. 2021-09-16  [2021-09-16]. （原始内容存档于2021-12-13）.
101. ↑  . 味の素KK公式チャンネル（AJINOMOTO OFFICIAL）. 2020-04-28  [2020-04-28]. （原始内容存档于2021-02-27）.
102. ↑  . 味の素KK公式チャンネル（AJINOMOTO OFFICIAL）. 2020-04-28  [2020-04-28]. （原始内容存档于2021-02-25）.
103. ↑  . 味の素KK公式チャンネル（AJINOMOTO OFFICIAL）. 2020-04-28  [2020-04-28]. （原始内容存档于2021-02-21）.
104. ↑  . 味の素KK公式チャンネル（AJINOMOTO OFFICIAL）. 2020-04-28  [2020-04-28]. （原始内容存档于2021-02-21）.
105. ↑   (PDF). 東日本旅客鉄道株式会社. 2019-02-04  [2020-03-09]. （原始内容存档 (PDF)于2020-02-26）.
106. ↑  . Fami通. 2020-09-04  [2020-09-04]. （原始内容存档于2021-02-13）.
107. ↑  . freee株式会社. 2023-02-15  [2023-02-15]. （原始内容存档于2023-03-18）.
108. ↑  . ザテレビジョンドラマアカデミー賞 (KADOKAWA). 2018-08-08  [2018-08-08]. （原始内容存档于2021-02-13）.
109. ↑  . 国際ドラマフェスティバル：東京ドラマアウォード2018 (International Drama Festival in TOKYO). 2018-10-25  [2018-10-25]. （原始内容存档于2019-10-28）.
110. ↑  . エランドール賞 (Elan d'or Awards). 2019-01-21  [2019-01-22]. （原始内容存档于2019-01-21）.
111. ↑  . 第22回日刊スポーツ・ドラマグランプリ（GP） (日刊體育). 2019-05-02  [2019-05-02]. （原始内容存档于2021-02-13）.
112. ↑  . ザテレビジョンドラマアカデミー賞 (KADOKAWA). 2019-11-20  [2019-11-20]. （原始内容存档于2019-12-20）.
113. ↑  . MOREエンタメアワード (ORICON NEWS). 2019-12-25  [2019-12-30]. （原始内容存档于2021-02-13）.
114. ↑  . 映画ナタリー (株式会社ナターシャ). 2020-03-29  [2020-03-30]. （原始内容存档于2021-12-13）.
115. ↑  . 第23回日刊スポーツ・ドラマグランプリ（GP） (日刊體育). 2020-04-26  [2020-04-27]. （原始内容存档于2021-02-13）.
116. ↑  . スーパークールビズ2014　キックオフ・イベント～COOL BIZ 10th～ (朝日新聞). 2014-05-30  [2018-12-26]. （原始内容存档于2018-12-26）.
117. ↑  . 日経トレンディ 2018年のヒット人 (日経BP社). 2018-11-01  [2018-11-07]. （原始内容存档于2018-11-06）.
118. ↑  . SUITS OF THE YEAR 2018 (世界文化社&日本経済新聞社). 2018-11-07  [2018-11-07]. （原始内容存档于2021-02-13）.
119. ↑  . GQ MEN OF THE YEAR 2018 (GQ JAPAN). 2018-11-21  [2018-11-21]. （原始内容存档于2021-02-13）.
120. ↑  . ORICON NEWS. 2021-12-02  [2023-02-15]. （原始内容存档于2023-02-15）.

## 外部連結
- 田中圭官方網站 （页面存档备份，存于）
- 事務所官網 （页面存档备份，存于）